# Bistum Andros
Das Bistum Andros (lat.: Dioecesis Andrensis) war eine in Griechenland gelegene römisch-katholische Diözese mit Sitz in Andros. 

## Geschichte
Das Bistum Andros wurde im 13. Jahrhundert errichtet. Am 3. Juni 1919 wurde das Bistum Andros durch Papst Benedikt XV. mit der Päpstlichen Bulle Quae rei sacrae aufgelöst und das Territorium wurde dem Erzbistum Naxos angegliedert.
Das Bistum Andros war dem Erzbistum Naxos als Suffraganbistum unterstellt.

## Bischöfe von Andros
- Guglielmo Bruno, 1492–1531
- Marino Grimani, 1531–…
- Bonaventura Bellemo OFM, 1587–1602
- Eustachius Fontana OP, 1602–…
- Nicolaus Righi, 1616–1619, dann Bischof von Tinos
- Paulus Pucciarelli OP, 1621–…
- Albertus Aliprandi, 1631–…
- Dominici de Grammatica, 1634–1656
- Joannes Baptist Paterio, 1672–…
- Ignatius Rosa, 1675–1698